# Bolzano (província autónoma)
A província autónoma de Bolzano, também chamada Alto Ádige ou Tirol do Sul (em alemão Südtirol), é uma província italiana,  uma das duas partes constituintes da região autônoma do Trentino-Alto Ádige. Tem mais de 500 000 habitantes e ocupa uma área de quase 7 400 km², sendo a mais extensa província da Itália. Sua capital é Bolzano/Bozen.
A maioria da população é de língua alemã, pouco mais de um quarto fala italiano como língua materna e uma pequena minoria fala o ladino dolomita, uma língua românica, aparentada com a língua romanche falada no cantão suíço dos Grisões.

## Topónimo
Em alemão, a denominação oficial é Autonome Provinz Bozen-Südtirol. Na linguagem corrente a província é chamada simplesmente Südtirol, isto é, Tirol do Sul ou Tirol Meridional.
O nome próprio italiano é Provincia autonoma di Bolzano-Alto Adige. O topónimo "Alto Ádige" é a tradução do francês Haut-Adige, o nome que Napoleão Bonaparte deu a este departamento quando a Itália estava sob o seu domínio, e também se refere ao curso superior do rio Ádige.
A forma ladino-dolomítica do topónimo é Provinzia autonòma de Balsan ou Südtirol.

## Geografia
A província faz fronteira a norte e a este com Áustria (estados de Tirol e Salsburgo), a sudeste com a região do Vêneto (Belluno), a sul com a Trento, a sudoeste com a Lombardia (Sondrio) e a oeste com Suíça (cantão dos Grisões).
O Ortles (it.) ou Ortler (al.) é com 3 905 m a montanha mais elevada desta região caracterizada pela paisagem alpina. O rio mais importante é o Ádige (Etsch em alemão), que dá à província o seu nome italiano.
Existem 116 comunes (municípios), reagrupados em oito distritos. Os principais são:
| Comune (município) (em italiano) | Comune (município) (em alemão) | Habitantes |
| -------------------------------- | ------------------------------ | ---------- |
| Bolzano                          | Bozen                          | 100 324    |
| Merano                           | Meran                          | 35 602     |
| Bressanone                       | Brixen                         | 19 504     |
| Laives                           | Leifers                        | 15 962     |
| Brunico                          | Bruneck                        | 14 148     |
| Appiano sulla Strada del Vino    | Eppan an der Weinstraße        | 13 325     |
| Lana                             | Lana                           | 10 458     |
| Caldaro sulla Strada del Vino    | Kaltern an der Weinstraße      | 7 307      |
| Renon                            | Ritten                         | 7 147      |
| Sarentino                        | Sarntal                        | 6 669      |
| Castelrotto                      | Kastelruth                     | 6 247      |
| Vipiteno                         | Sterzing                       | 5 947      |
| Silandro                         | Schlanders                     | 5 908      |
| Valle Aurina                     | Ahrntal                        | 5 641      |
| Naturno                          | Naturns                        | 5 201      |
| Laces                            | Latsch                         | 5 050      |

## Línguas

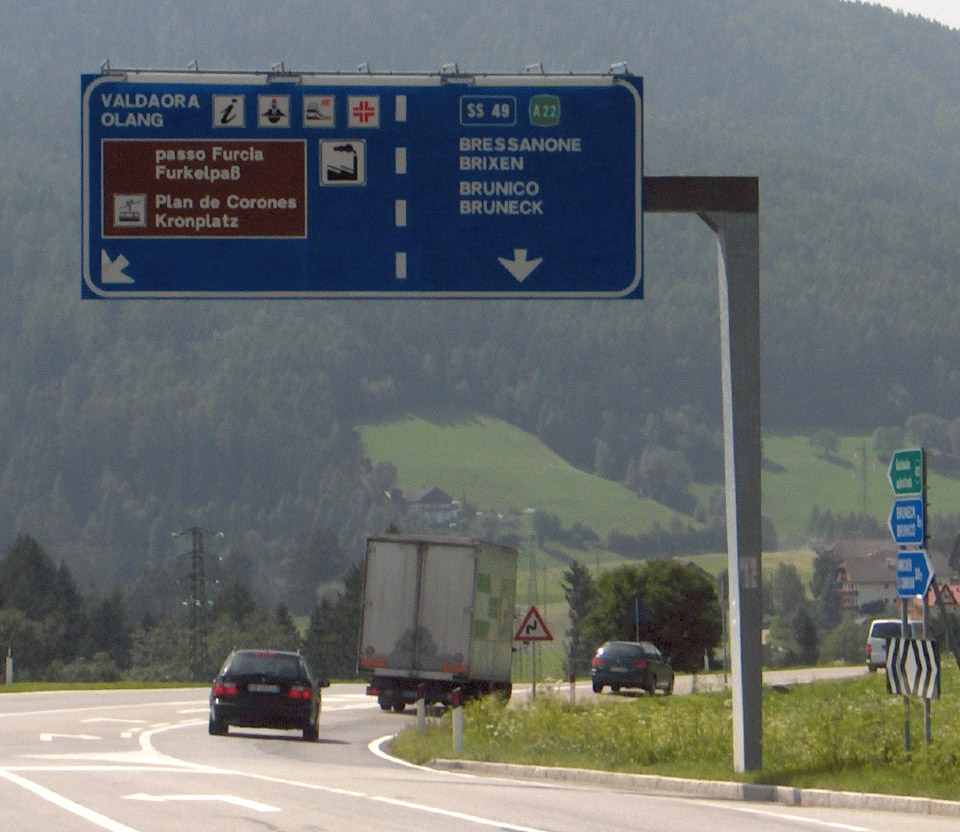
Placa de trânsito bilíngue na Província de Bolzano

A província possui dois idiomas oficiais, o alemão e o italiano. Àqueles se soma o ladino dolomita em alguns vales orientais (Val Badia e Val Gardena).
Todas as agências públicas são bilíngues, cada cidadão tem o direito de utilizar a própria língua materna com a administração pública, também nos tribunais. As escolas são separadas em escolas alemãs e italianas.
Na repartição dos empregos públicos se aplica o sistema da proporcional étnica. Em ocasião do censo decenal cada habitante tem que declarar a sua pertinência a um dos três grupos linguísticos. Conforme os resultados, é possível proceder à repartição étnica.
Os italianos, que se estabeleceram na província durante o período da italianização fascista, vivem principalmente nos centros urbanos. A capital Bolzano e outros quatro municípios são majoritariamente italófonos. Em 103 de 116 municípios, a etnia dominante é a alemã – até 99,81% em San Pancrazio (Sankt Pankraz).
| língua          | 1991   | 2001   |
| --------------- | ------ | ------ |
| alemão          | 67,99% | 69,15% |
| italiano        | 27,65% | 26,47% |
| ladino dolomita | 4,36%  | 4,37%  |

## História e cultura
O território da atual província de Bolzano faz parte da região histórica tirolesa, sempre importante no contexto político europeu, desde Carlos Magno e o Sacro Império Romano-Germânico até a Segunda Guerra Mundial, pois é uma região de passagem por entre os Alpes.
A província denominada Alto Adige/Südtirol permaneceu unida à Áustria por muitos séculos e o próprio nome Tirol tem origem no Castelo Tirol, morada dos condes que dominavam a área na Idade Média e que dividiam o poder com o príncipe-bispo de Trento.
Após a Primeira Guerra Mundial (1918) este território, quase completamente germanófono, foi anexado à Itália, juntamente com a Província autônoma de Trento, de maioria de língua italiana, porém até então sob domínio austríaco.
Como resultado da italianização na época fascista hoje 135 mil pessoas usam o italiano como língua materna. Aproximadamente 330 mil pessoas falam a língua alemã.
Culturalmente rico, o folclore tirolês permanece vivo nas pequenas aldeias e cidades, com os tradicionais Jodler (canto de passagem rápida da voz de peito para falsete) e o Schuhplattler, sapateado de origem celta mantido nos Alpes.
Na gastronomia, merecem destaque o speck, um presunto ligeiramente fumado, que constitui uma denominação de origem protegida, e a grande variedade de vinho de qualidade.

## Autonomia e política
Depois da Segunda Guerra Mundial, o Acordo De Gasperi-Gruber, assinado em Paris em setembro de 1946, chancelou que o Tirol do Sul tinha que permanecer italiano com a condição de que se respeitassem os direitos da minoria de língua alemã e lhe fosse garantida uma ampla autonomia. O presidente do conselho italiano, Alcide De Gasperi, originário da província autônoma de Trento, decidiu estender a autonomia aos seus concidadãos, criando a região autónoma do Trentino-Alto Ádige. Dessa maneira, a autoadministração da minoria alemã se tornou impossível.
Este acontecimento e a imigração de mais italianos provocaram uma resposta violenta que culminou no terrorismo do BAS – Befreiungsausschuss Südtirol (Comité pela liberação do Tirol do Sul), que queria a reunificação à Áustria. Numa primeira fase os atendados se dirigiram contra edifícios públicos e monumentos fascistas. A segunda fase foi mais sangrenta: 21 pessoas foram mortas, entre elas 15 agentes da polícia italiana, quatro terroristas e dois simples cidadãos.
Em 1972, foi aprovado um novo estatuto de autonomia, que transferiu os poderes legislativos e administrativos da região para as províncias de Trento e Bolzano. A província de Bolzano mantém 90% de todos os impostos e é hoje a região mais rica da Itália.
Politicamente o partido dominante é o Südtiroler Volkspartei, no poder com maioria absoluta desde 1945. O atual presidente da província (em alemão Landeshauptmann) é Arno Kompatscher, sucessor de Luis Durnwalder, que ocupou o cargo entre 1989 e 2014.

## Imagens

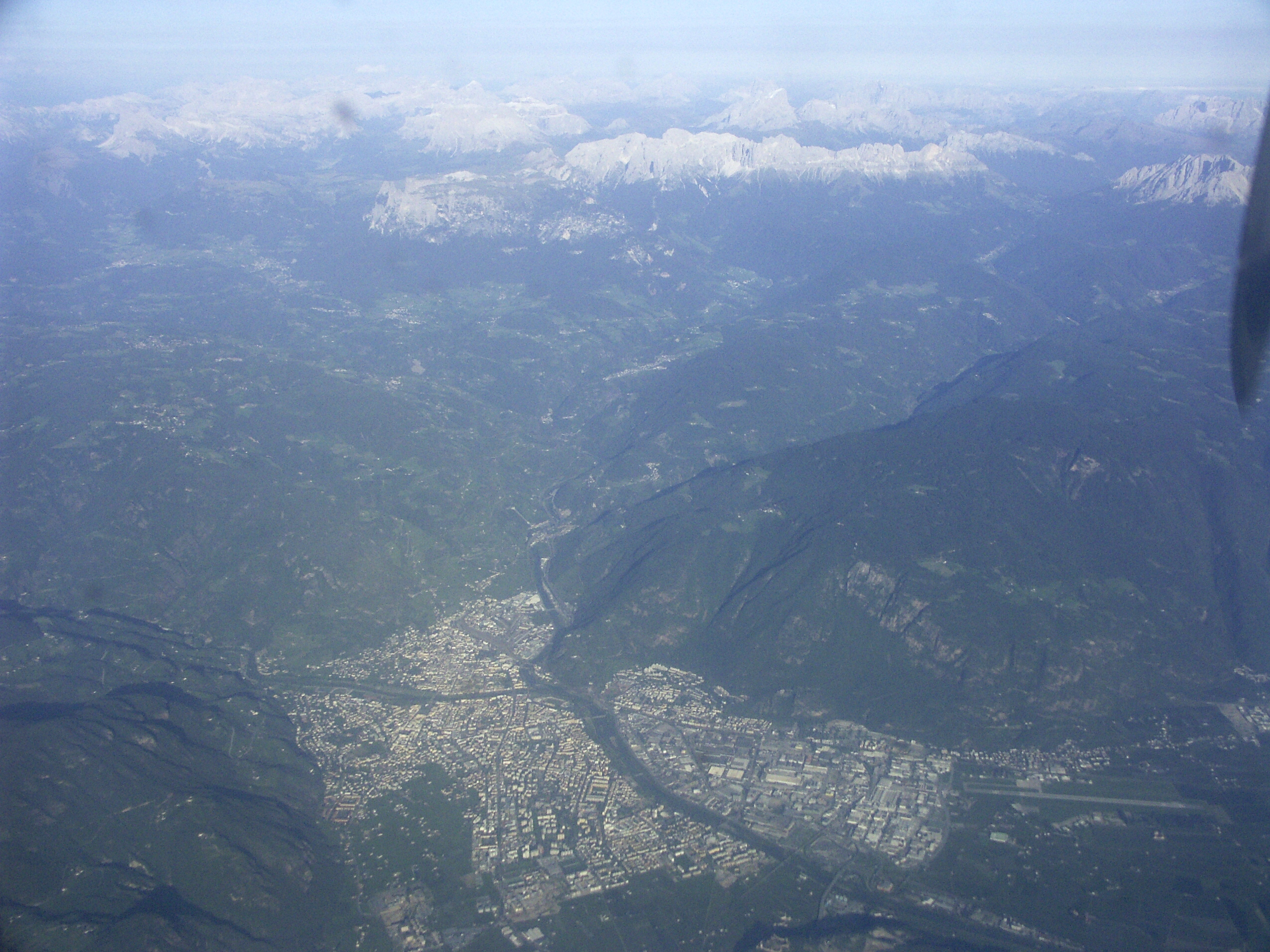
Bolzano / Bozen
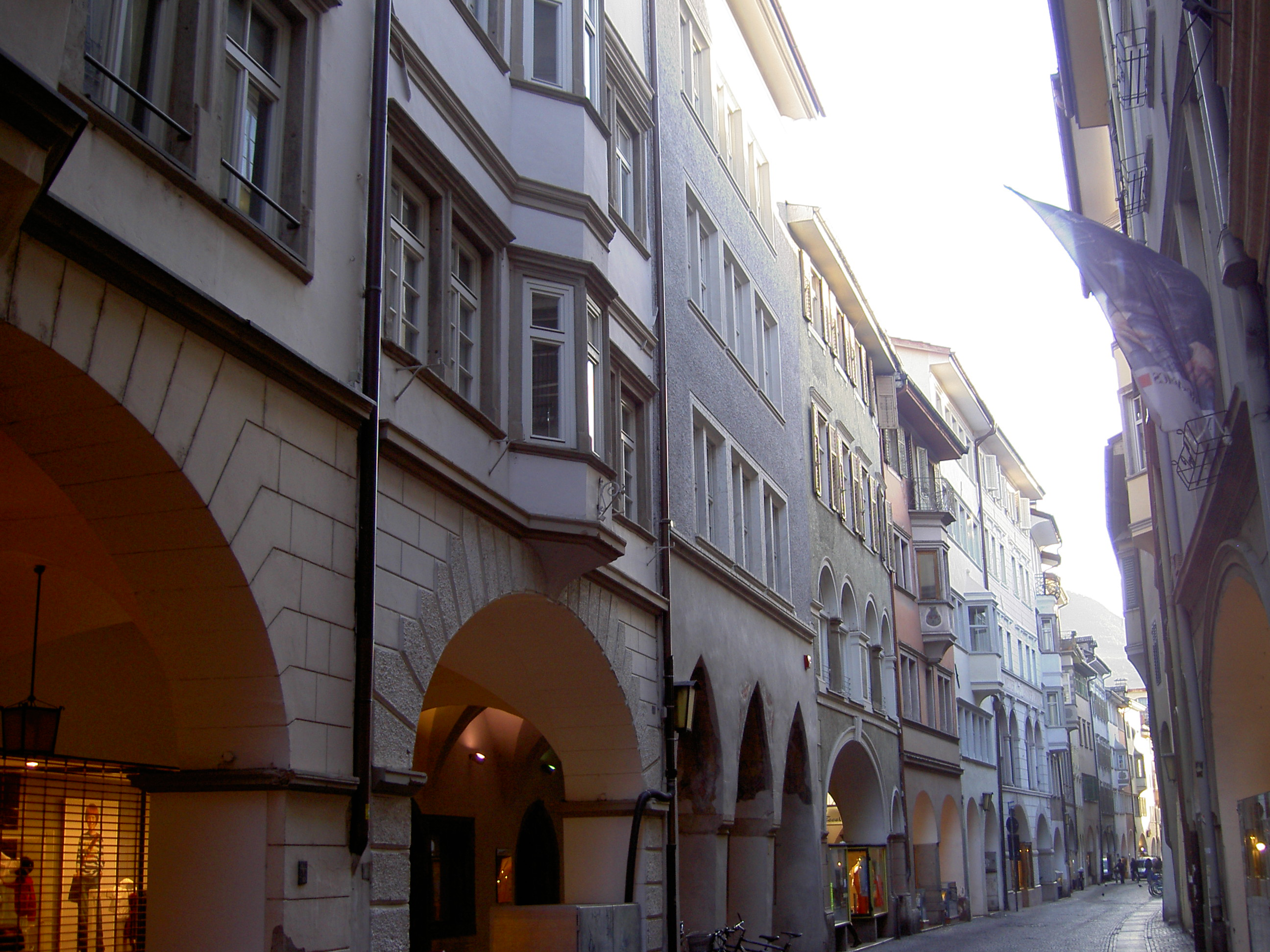
Bolzano / Bozen: Pórticos
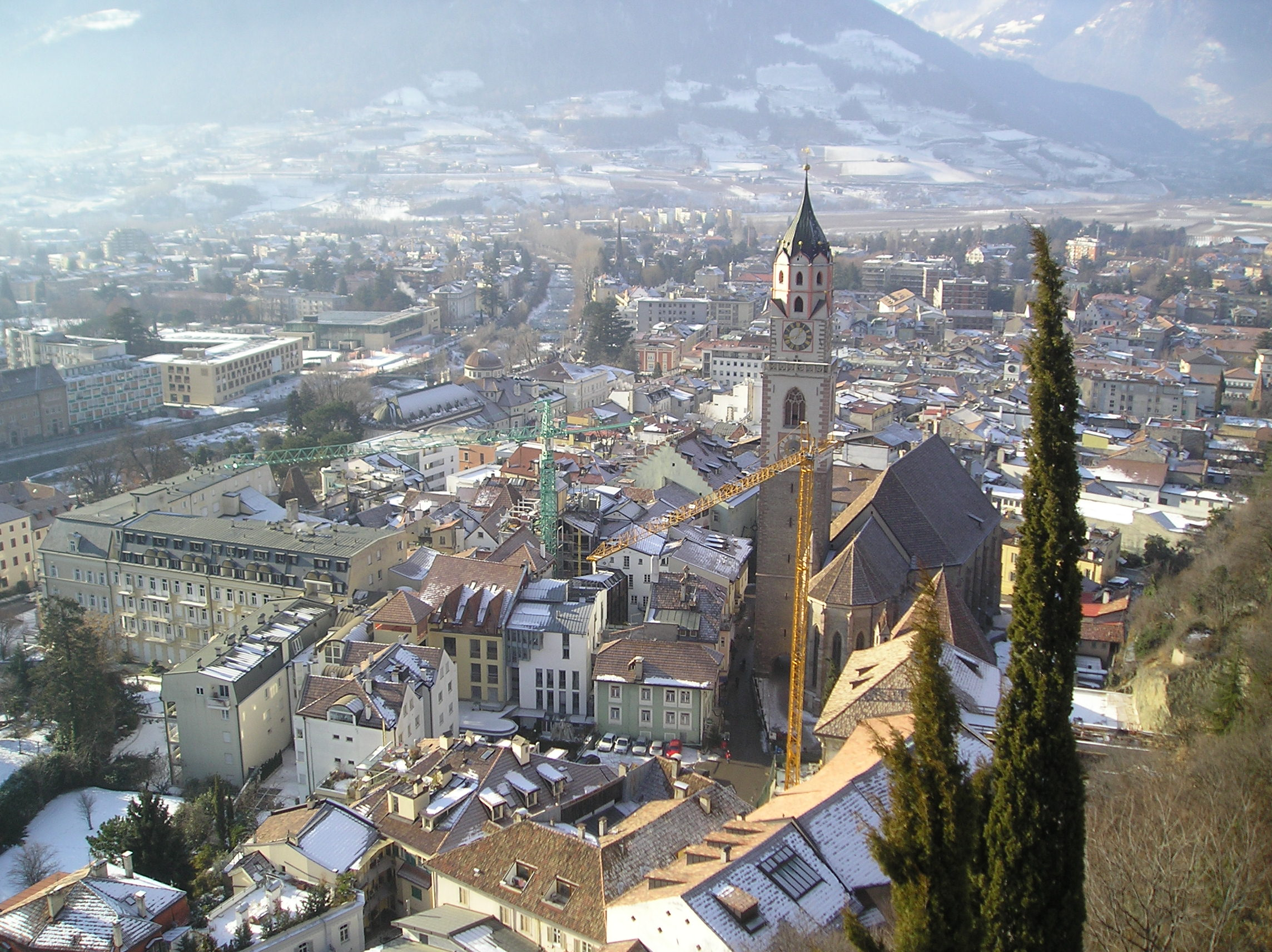
Merano / Meran
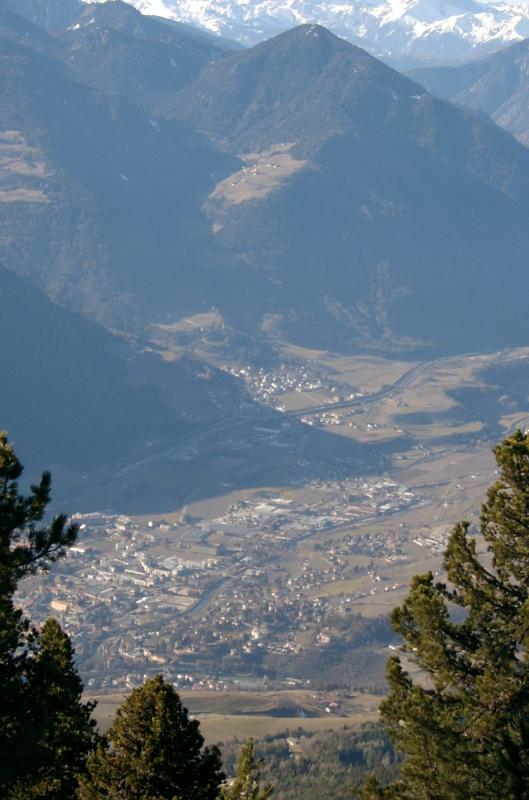
Bressanone / Brixen
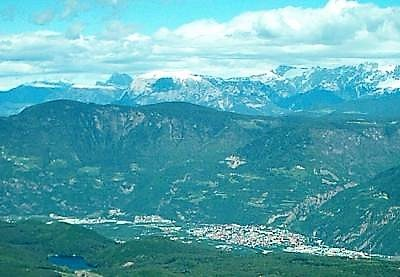
Laives / Leifers
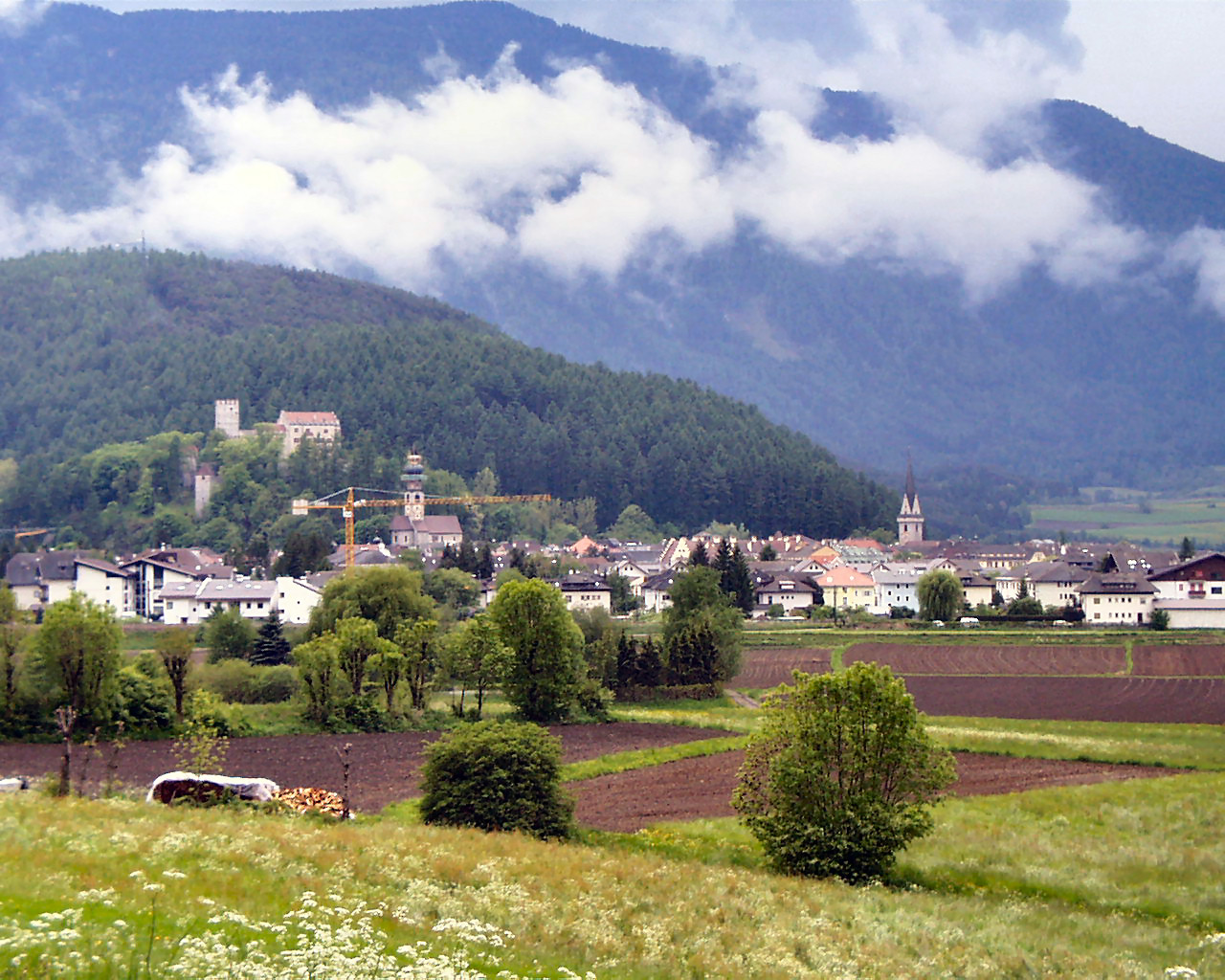
Brunico / Bruneck
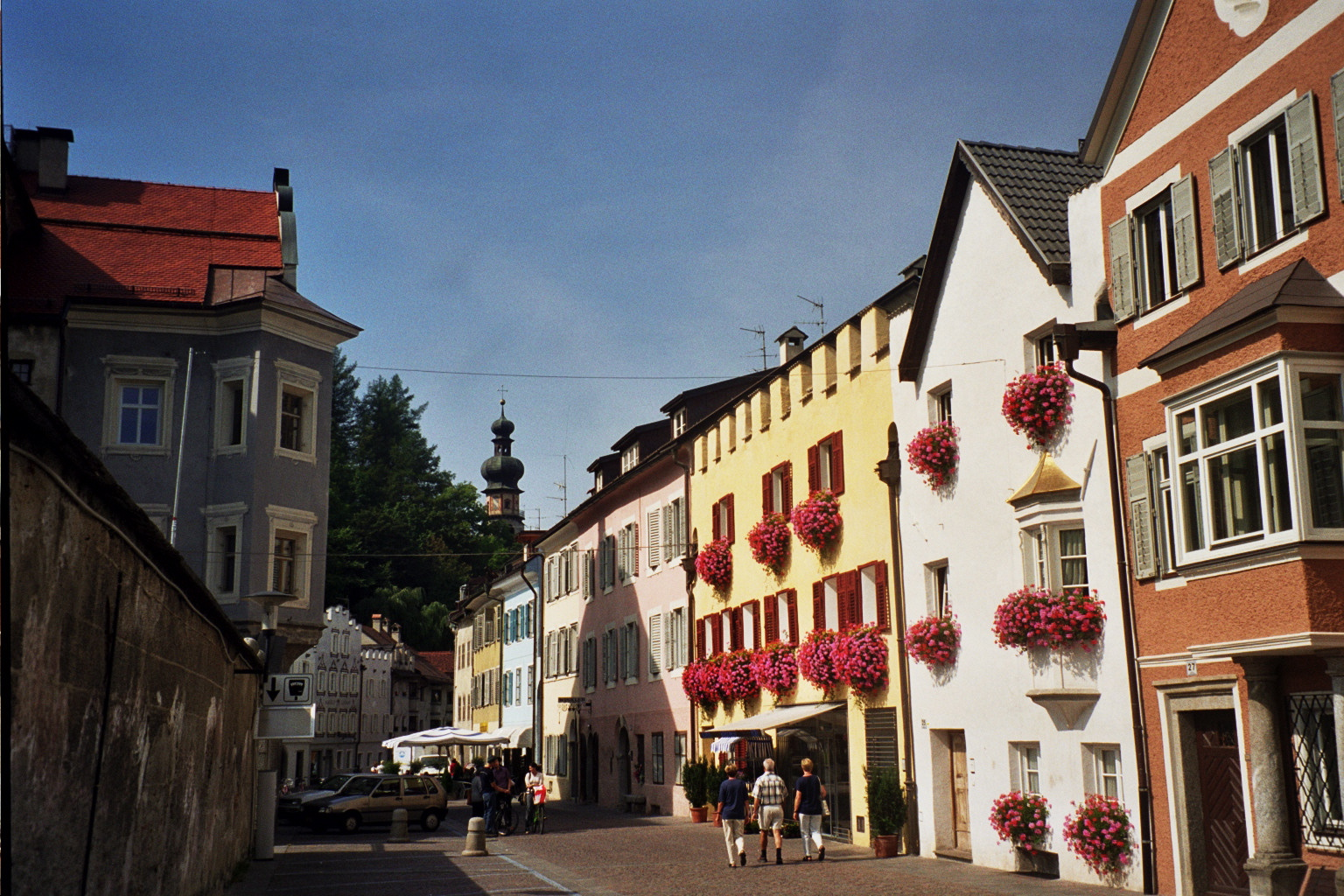
Brunico / Bruneck
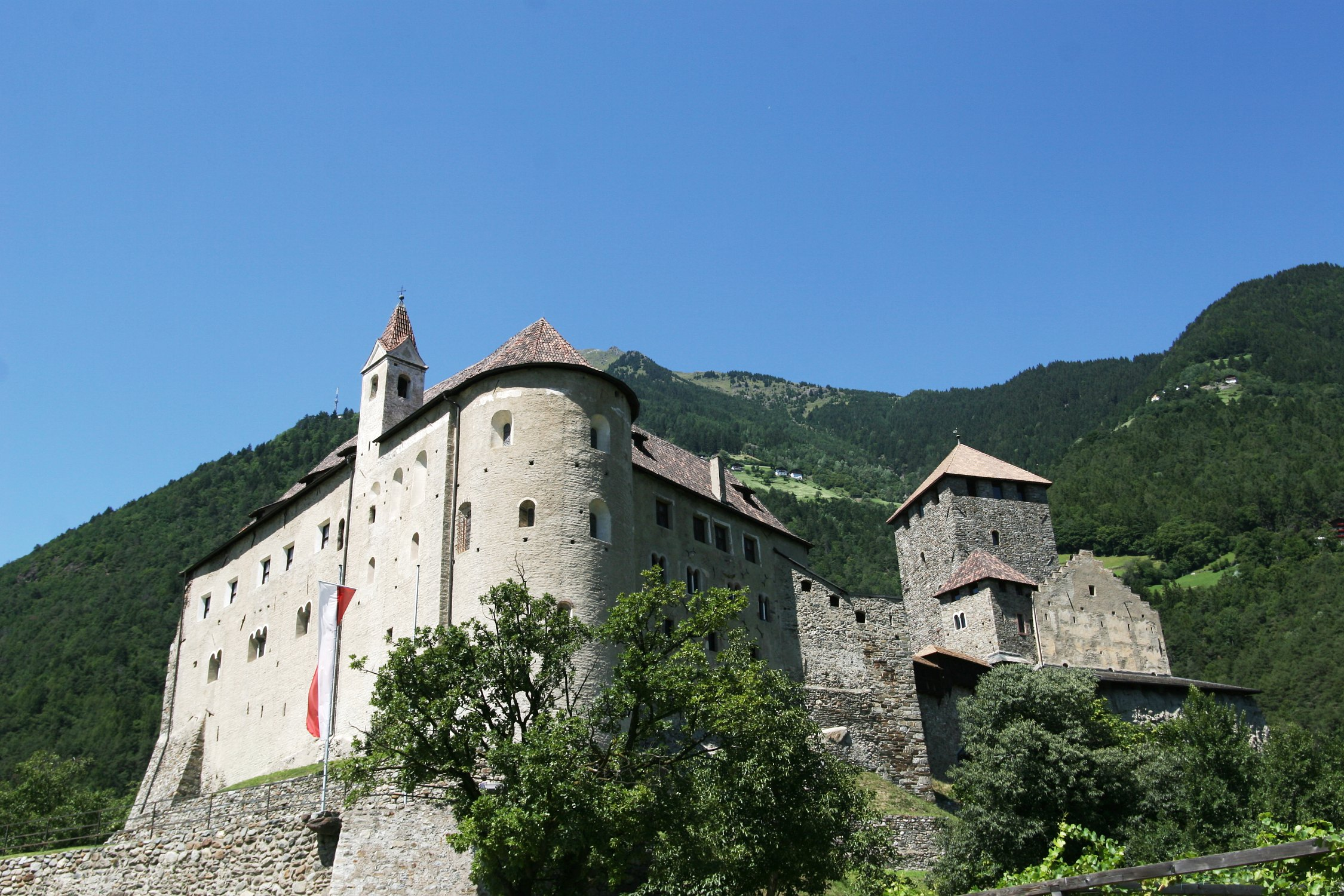
Castelo Tirol/Schloss Tirol

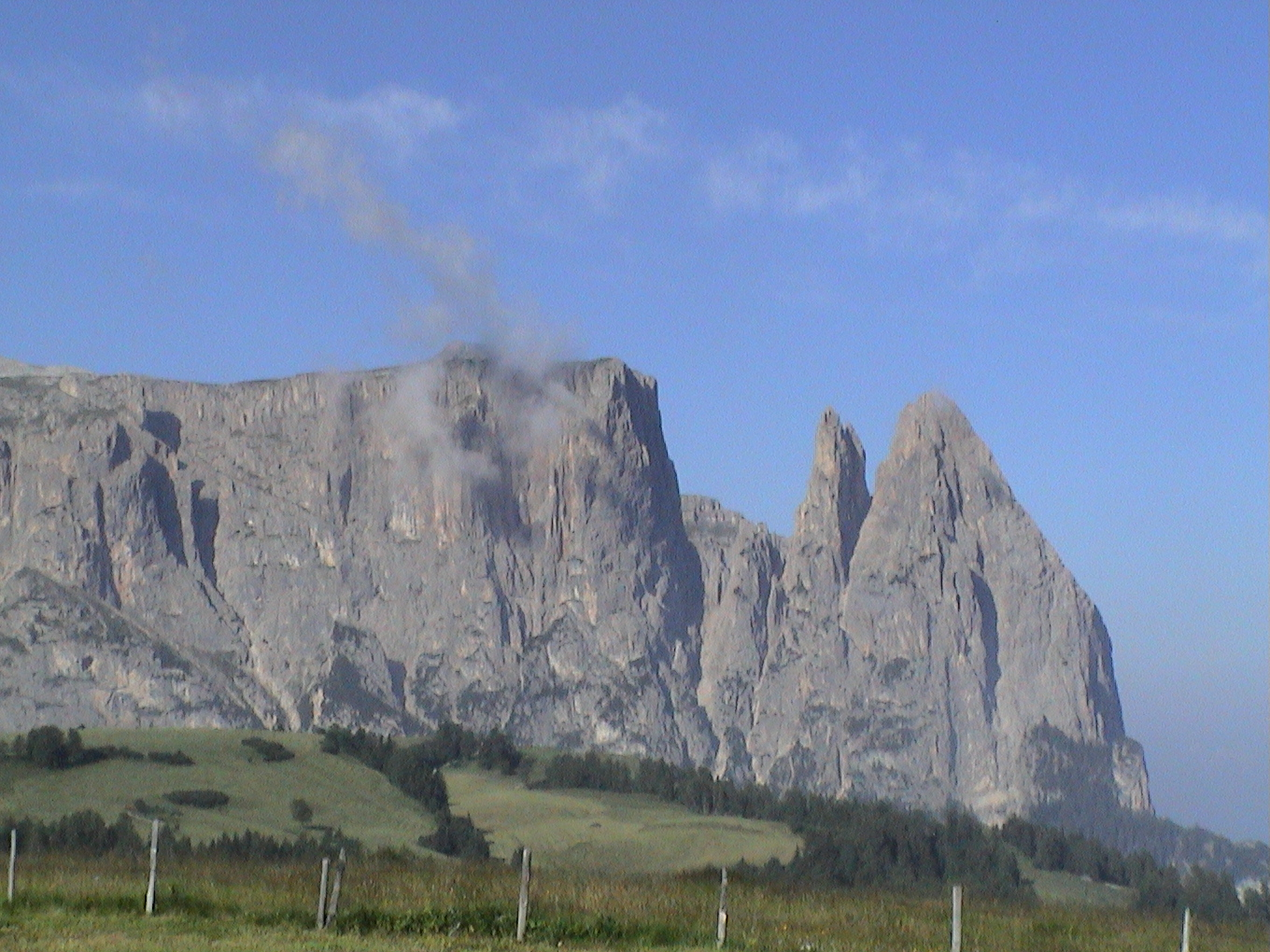
Sciliar/Schlern
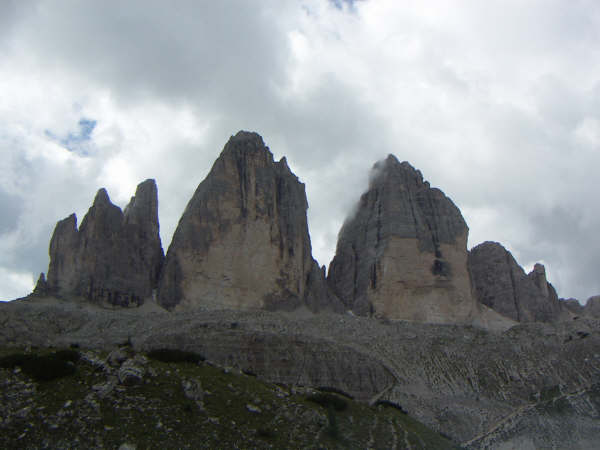
Tre Cime di Lavaredo Drei Zinnen
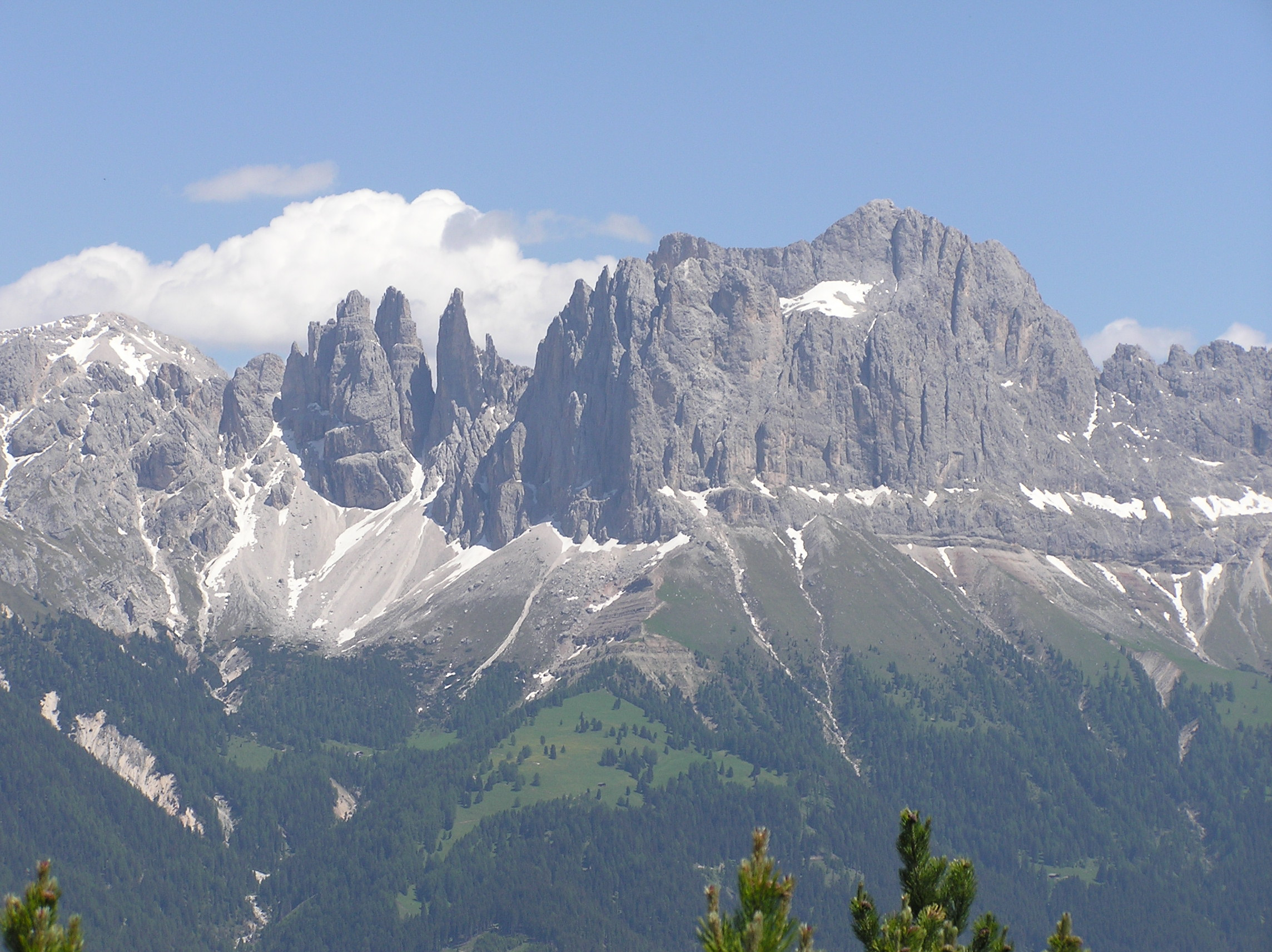
Catinaccio / Rosengarten
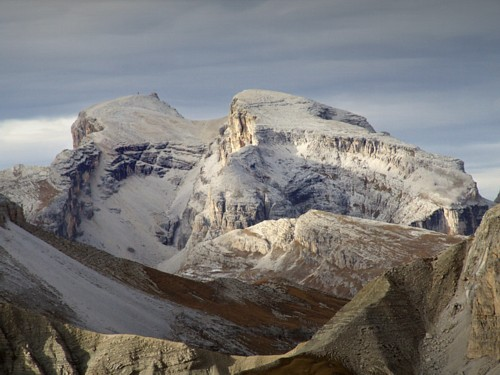
Croda dei Baranci Birkenkofel
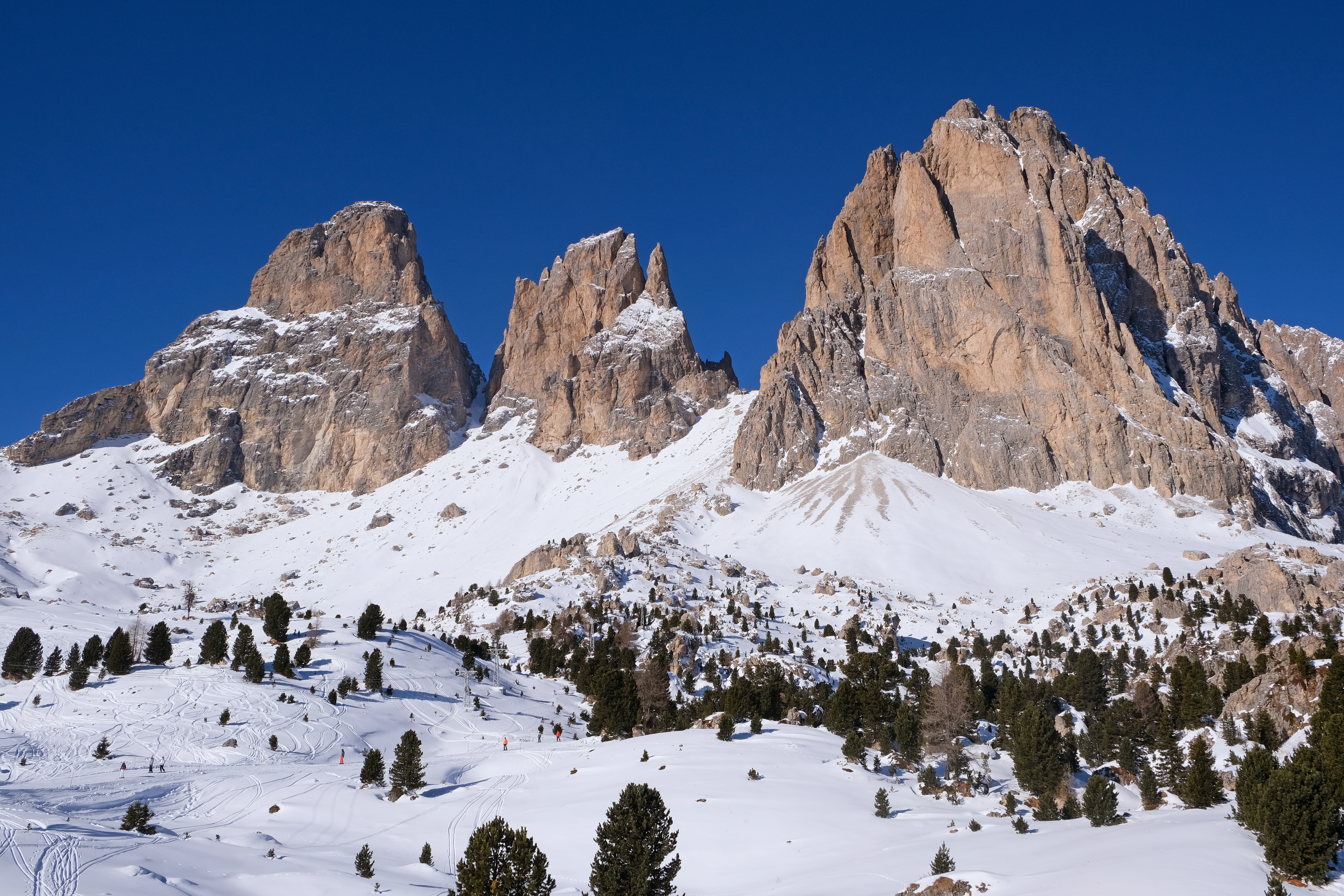
Sassolungo / Langkofel
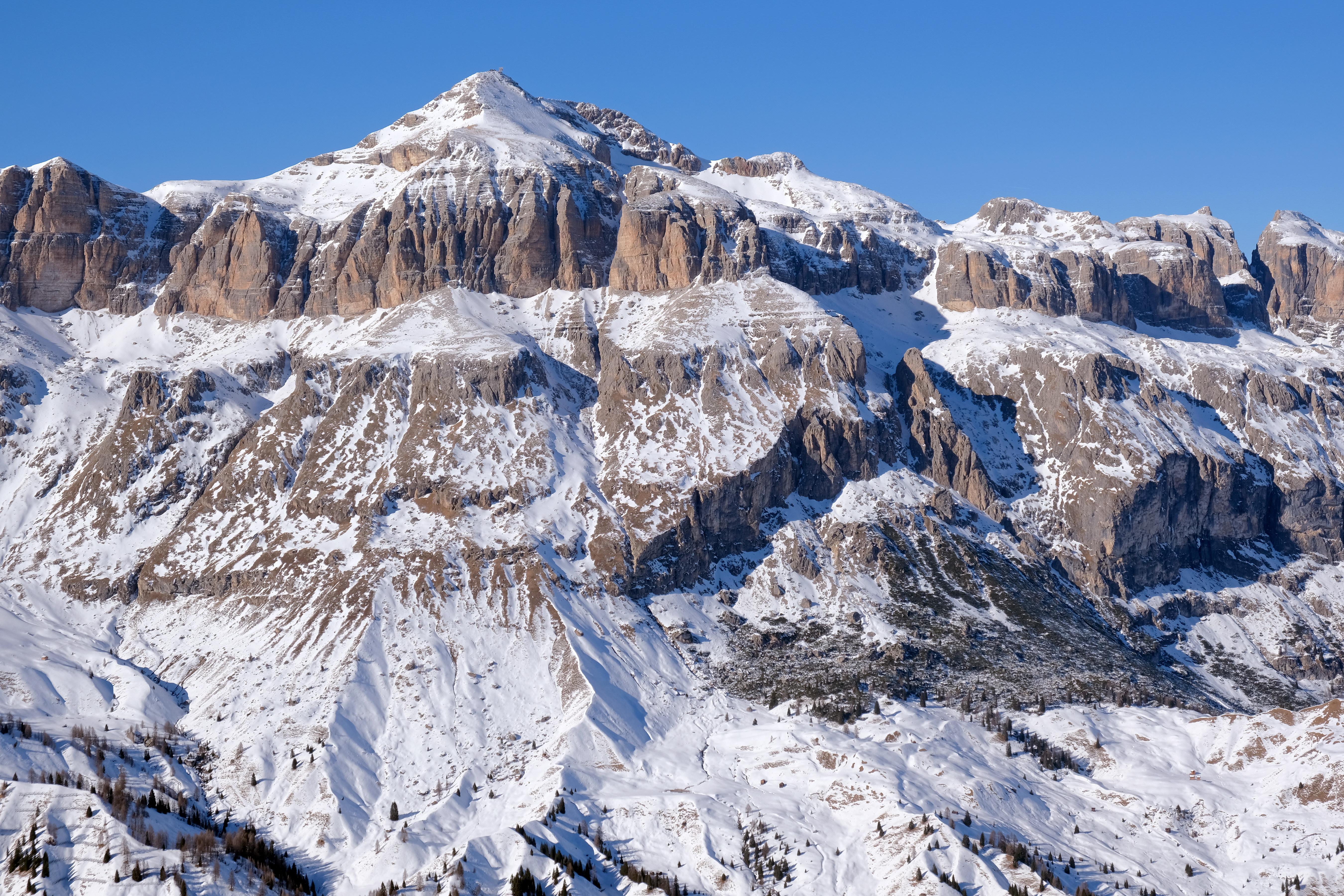
Gruppo del Sella / Sellajoch
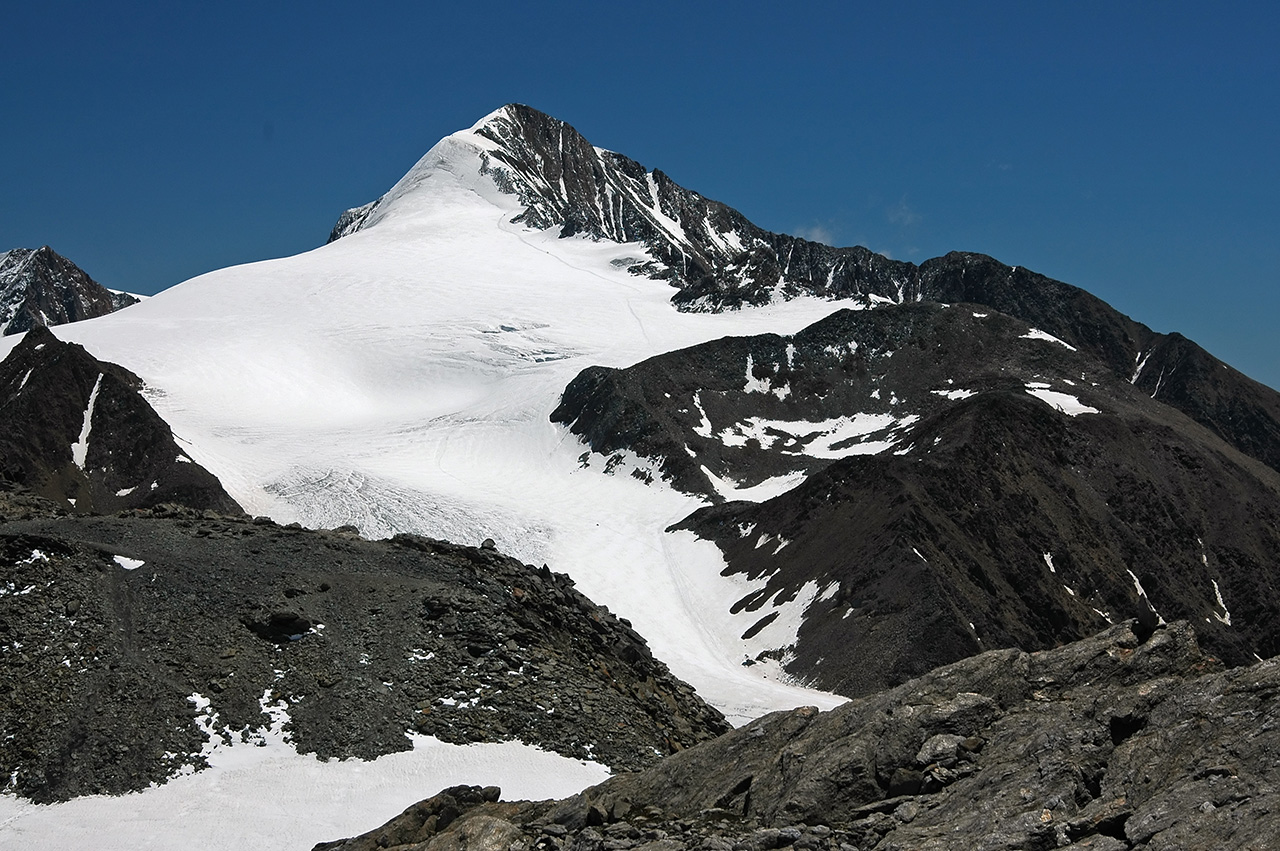
Similaun
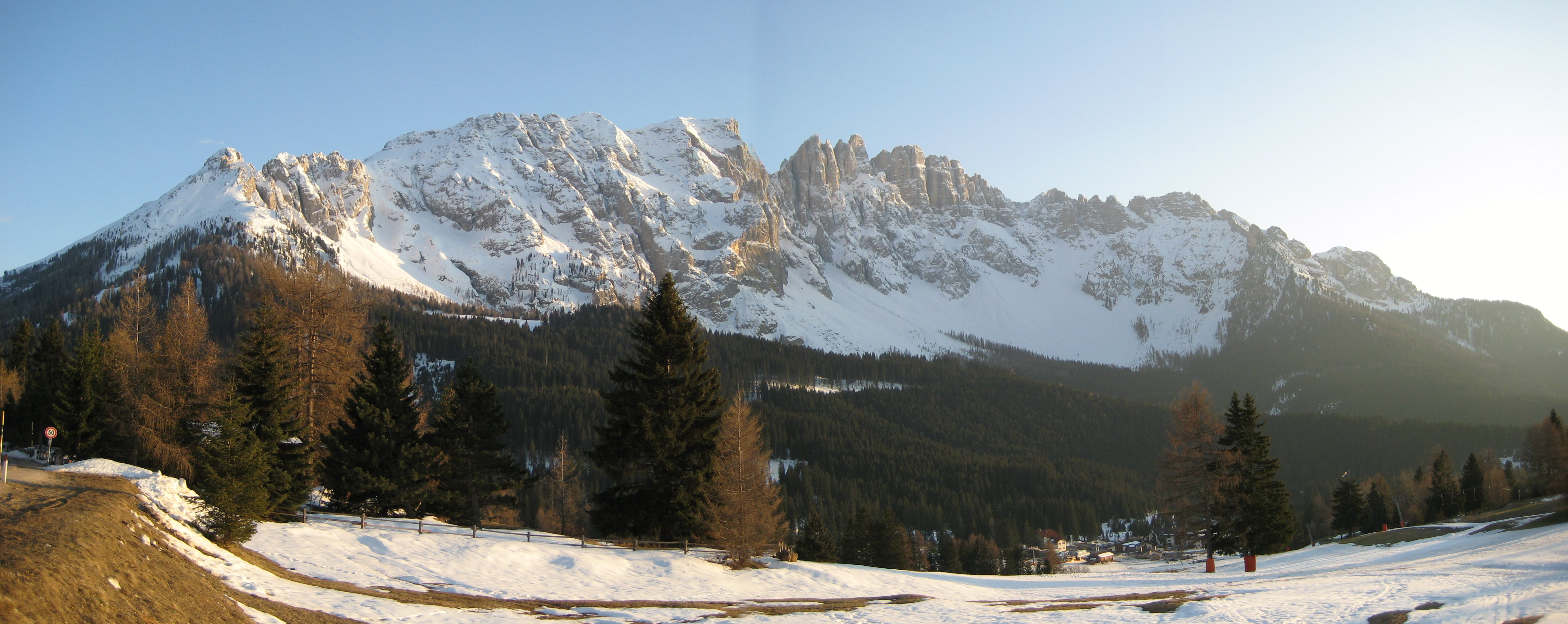
Latemar